# Solarsimulation
Solarsimulation bezeichnet die „modellhafte Simulation solarer Energiegewinnung“, also „das Durchspielen von Szenarien der Energiegewinnung mittels Solaranlagen im Modell am Computer“ zum Zwecke einer wirtschaftlichen Dimensionierung sowie einer günstigen Auslastung derartiger Solaranlagen im praktischen Betrieb.
Anlagen zur Nutzung von Sonnenenergie, also Photovoltaikanlagen wie auch solarthermische Anlagen, funktionieren in komplexen Zusammenhängen. Viele Faktoren haben Einfluss auf die technische Funktionstüchtigkeit und die Wirtschaftlichkeit. Darum werden verschiedene relevante Größen bei der Energiegewinnung mittels Solaranlagen am Computer modelliert, dimensioniert und simuliert. 

## Grundlegendes

### Einige wichtige Einflussgrößen bei der Bestimmung der Effizienz der solaren Energiegewinnung
Rechenverfahren und Computerprogramme zur Effizienzbestimmung der Energiegewinnung mit Solaranlagen begleiten die Entwicklung der Solartechnik von der Entwicklungs- und Konstruktionsphase bis hin zur Anlagenaufstellung. Sie helfen dabei, Antworten auf Fragen wie etwa die nachfolgenden zu finden:
- Wie nachteilig ist ein Anlagenstandort im Norden gegenüber dem Süden? (Stichwort: Regionales solares Mikroklima)
- Welchen Einfluss hat die Ausrichtung der Solarmodule bzw. Kollektoren? (Stichwort: Ausrichtung nach der Sonne)
- Welche Neigung[1] ist optimal? (Stichwort: Optimaler Neigungswinkel)
- Wie wirkt sich der Schattenwurf von Gebäudeteilen, Bäumen u. Ä. aus? (Stichwort: Verschattungsanalyse)

Für die Messung der Sonneneinstrahlung können an Messgeräten unter anderem Pyranometer, Pyrheliometer und Aktinometer verwendet werden.

### Wirtschaftlichkeit und Wirkungsgrade der einzelnen Anlagenkomponenten
Eine Solaranlage muss von Anfang an so ausgelegt sein, dass sie möglichst wirtschaftlich arbeitet und die geforderte Leistung erbringt. Eine kritische Analyse der Wirkungsgrade und Effektivität der einzelnen Anlagenkomponenten ist für Hersteller, Anlagenbauer und Anlagenbetreiber / Nutzer von großer Wichtigkeit.

## Simulation am Computer: Solar-Simulationsprogramme mit Zeitschritt-Simulation
Solar-Simulationsprogramme arbeiten mit Zeitschritt-Simulation; d. h., sie berechnen die Anlagenzustände und Energiesummen in Zeitabständen von wenigen Minuten.
Für eine korrekte Simulationsrechnung sind die Daten der Solareinstrahlung und der Außentemperatur, Formeln für die Berechnung des Sonnenstandes und Angaben zu den Wirkungsgraden der einzelnen Anlagenkomponenten, z. B. Kollektor- oder Solarmodul, Wärmeübertrager oder Wechselrichter notwendig.
Weiterhin ist bei solarthermischen Simulationsprogrammen die Nachbildung des Solarwärmespeichers von zentraler Bedeutung: Da im Falle von Warmwasserspeichern als Solarwärmespeicher warmes Wasser leichter als kaltes Wasser ist, steigt dieses im Solarwärmespeicher auf (typische Temperaturwerte in einem Solarspeicher variieren von 10 °C (unten) bis über 90 °C (oben)).
Wird der Speicher simulationstechnisch nicht genau nachgebildet, so können die Kollektorerträge auch nicht genau gerechnet werden, da der Kollektorertrag eine starke Abhängigkeit von der Kollektorbetriebstemperatur aufweist. Die Kollektorbetriebstemperatur wiederum ist sehr stark abhängig von der Temperatur des Wassers, welches aus dem Solarspeicher in den Kollektor gepumpt wird. Außerdem spielt bei solarthermischen Anlagen eine Rolle, ob von einer Konzentrierung der Sonneneinstrahlung Gebrauch gemacht wird oder ob andernfalls bloß die natürliche Sonneneinstrahlung genutzt wird.

## Erreichbare Wirkungsgrade
Die erreichbaren Wirkungsgrade hängen von der Intensität der Sonneneinstrahlung und von den Anlagentemperaturen ab (auch bei der Photovoltaik) und werden als „SFi“ (Solarer Deckungsgrad) angegeben. Bei solarthermischen Anlagen können die Wirkungsgrade über das Jahr stark schwanken, da ein Kollektor heißer sein muss als der Speicher bzw. Verbraucher, bevor er überhaupt Energie an diesen abgeben kann. Zu berücksichtigen sind Systemzustände, in denen ein Kollektor in den „Stagnationsbetrieb“ schalten muss, weil die Wärmespeicher die Maximaltemperatur erreicht haben.
Bei photovoltaischen Inselanlagen (mit Energiespeicher) können Simulationsprogramme auf ähnliche Weise die Lade- und Entladevorgänge vorausberechnen und so helfen, die PV-Module und den Akkumulator richtig zu dimensionieren.
Für netzgekoppelte Photovoltaikanlagen besteht das Problem überschüssiger Solarenergie nicht. Die Wirkungsgrade der Komponenten hängen praktisch nur von den Einstrahlungs- und Temperaturdaten ab. Im Hinblick auf die erreichbaren Einspeisevergütungen (in Deutschland nach dem Erneuerbare-Energien-Gesetz) und die damit verbundenen Renditen sind genaue Ertragsvorhersagen jedoch auch bei diesem Anlagentyp von Interesse.
Das regionale solare Mikroklima besitzt Einfluss auf die erreichbaren Wirkungsgrade in Solaranlagen. Ein Einfluss auf erreichbare Wirkungsgrade ist mittel- und längerfristig auch durch den Klimawandel zu erwarten. Darum werden derartige Einflüsse wissenschaftlich untersucht.

## Sonnensimulatoren: Simulation der Sonneneinstrahlung durch Versuchsanordnung mit künstlichen Licht-Wärme-Quellen
Der Begriff „Solarsimulation“ wird auch im Zusammenhang mit der Simulation der Sonneneinstrahlung mittels künstlicher Licht-Wärme-Quellen verwendet. Sogenannte Sonnensimulatoren werden für Messstände in geschlossenen Räumen, bei der Wirkungsgradbestimmung von Sonnenkollektoren oder Solarmodulen, aber auch bei der Prüfung von Werkstoffen auf Alterung unter UV- und Temperatureinflüssen verwendet.